# Silbermannsches Schlösschen

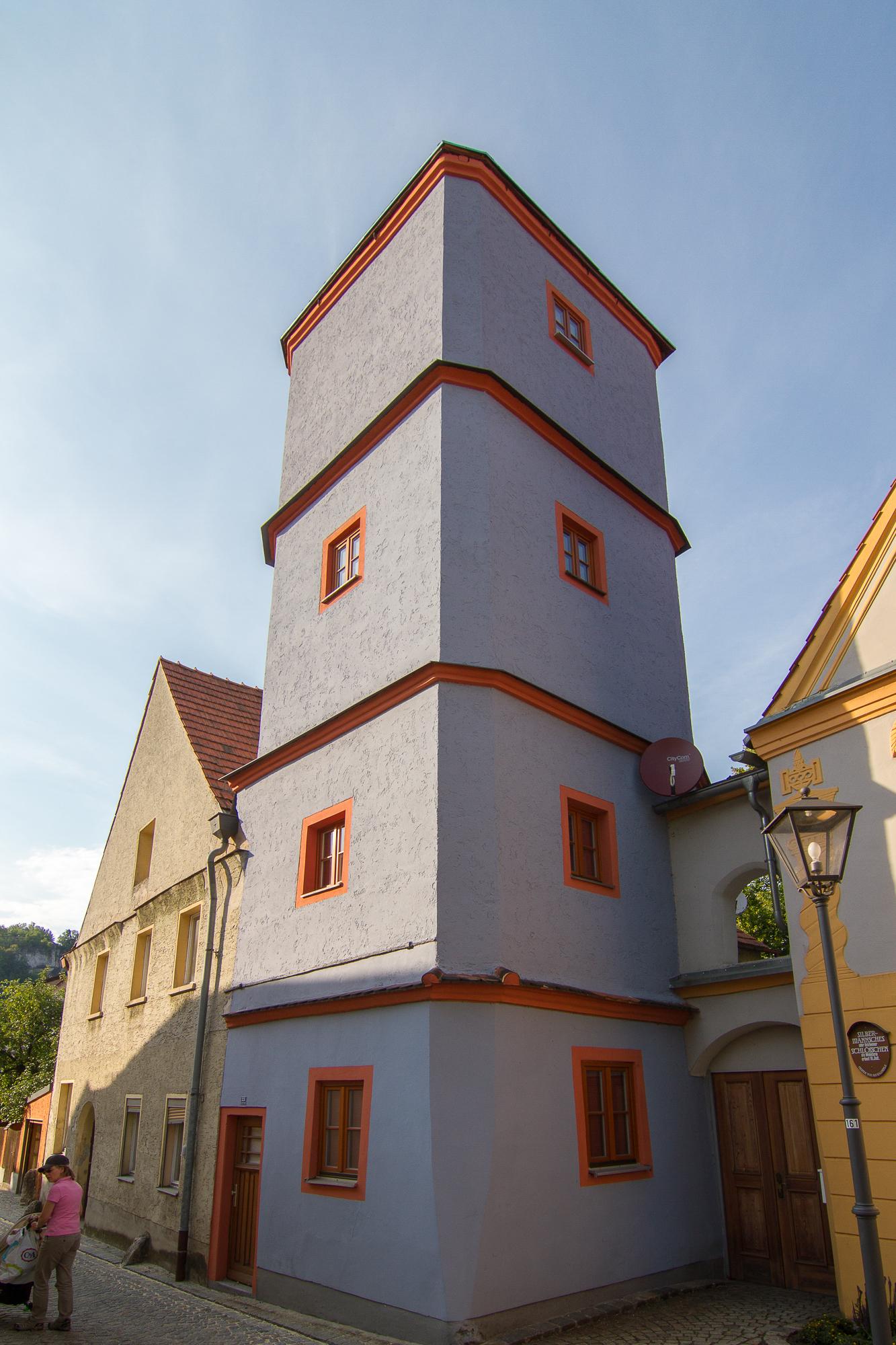
Wohnturm des Silbermannschen Schlösschens in Kallmünz

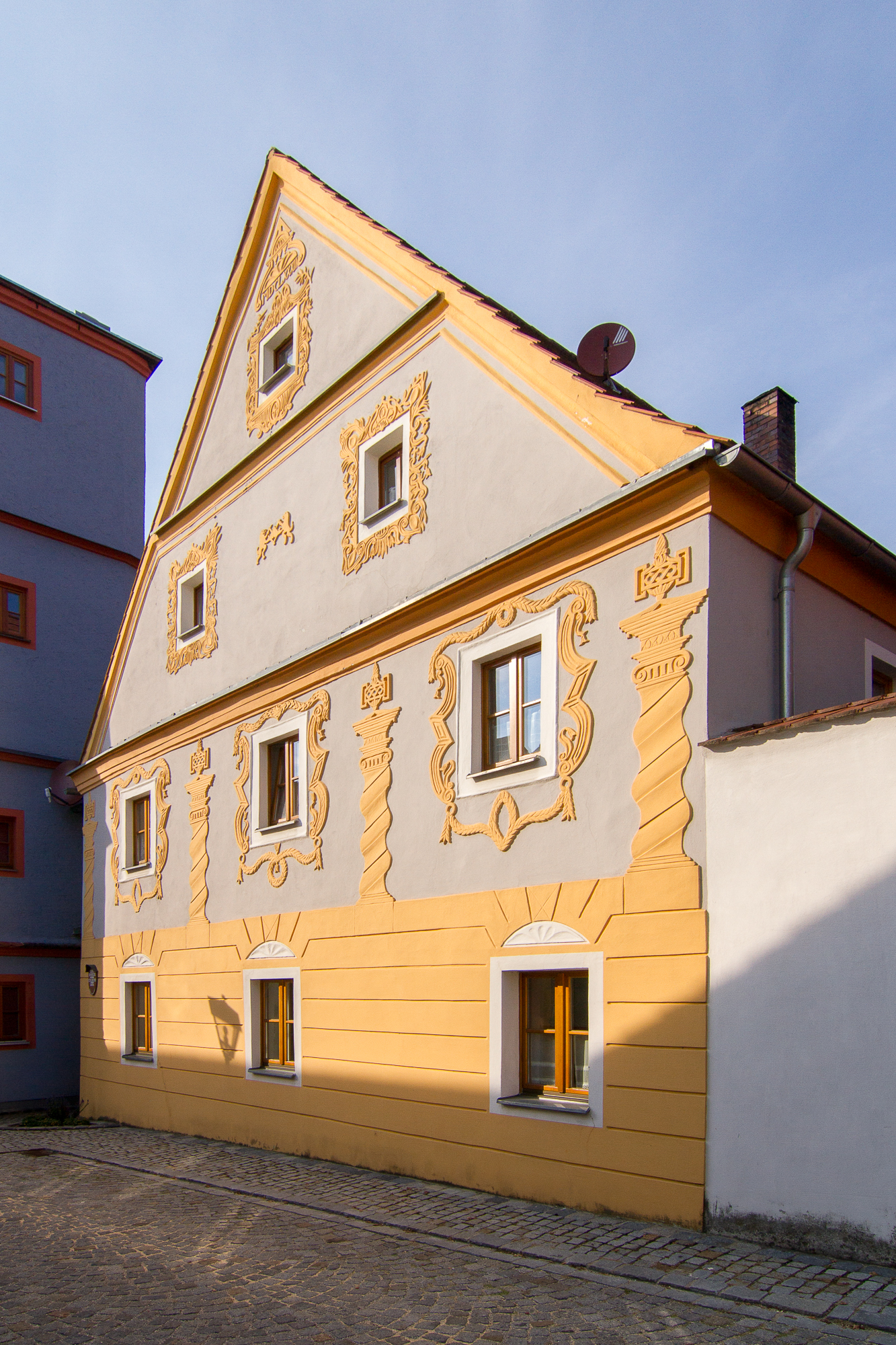
Herrenhaus des ehemaligen Silbermannschen Schlösschens in Kallmünz

Das Silbermannsche Schlösschen (wegen seiner Vorbesitzer auch Holzheimer Schlösschen genannt) ist ein denkmalgeschütztes Gebäude in der Langen Gasse 21–25 im oberpfälzischen Markt Kallmünz im Landkreis Regensburg (Bayern).

## Geschichte
Der anfängliche Bau wurde von dem ortsansässigen Adeligen Dietrich dem Holzheimer erbaut, dem bei einer Streitsache gegen die Äbtissin des Klosters St. Paul vom Landgericht am 18. Juni 1375 hier zwei Äcker zugesprochen wurden. Die Geschichte dieses Baus entspricht weitgehend der des Schlosses Holzheim am Forst, da es der Hofmark Holzheim am Forst zugeteilt war. 1532 gelangt es an Ulrich von Raitenbuch, der es 1541 an den Rat  Leonhard von Eck zu Holzheim und Wolfseck verkauft. 1573 kommt es an das Kloster St. Paul von Regensburg und 1605 erscheint es im Besitz des Klosters Pielenhofen. 
Nach dem Dreißigjährigen Krieg erwarb es der adelige Großwein Silbermann, der auch das Schloss in Holzheim am Forst sowie die Hofmark Steinsberg besaß. Dieser ließ das Gebäude – wie die Jahreszahl zeigt – 1682 renovieren. 1718 erhielt es sein Schwiegersohn Johann Adam Heinrich Alexander de Gera und 1765 wiederum dessen Schwiegersohn Anton von Reisach. 1806 ging es durch Kauf an Karl Anton Junker Bigatto über. In dessen Familie blieb es bis zur  Auflösung der Hofmark 1862. 
Ab da teilten sich mehrere Familien den Besitz. Am 18. Januar 1898 fand eine Zwangsversteigerung über das Nachlassvermögen des Kaufmannes Wilhelm Rex statt (damals Haus Nr. 176), wobei der Gütler Josef Geigenfeind aus Kallmünz das Anwesen um 3350 Mark ersteigerte. Seit 1904 gehört das Schlossgebäude weiteren Mitgliedern der Familie Geigenfeind (ohne Turm).

## Baulichkeit
Das Anwesen zieht sich über drei Gebäude in der Langen Gasse hin. Am auffälligsten ist der hohe viergeschossige Wohnturm, der heute mit einem  relativ flachen Dach bedeckt ist (früher besaß er ein hohes spitzes Dach). Der Turm ist mit Gesimsen gegliedert; vermutlich wurde er 1582 errichtet. Am Gebäude Nr. 25 ist die Jahreszahl MDCLXXXII (1682) angebracht. Wahrscheinlich ist das Gebäude Nr. 21 das alte Schloss, und das Haus Nr. 25 mit seiner Stuckfassade ist als Herrenhaus hinzugebaut worden.